# Leopoldus Passchijn
Leopoldus Ludovicus Passchijn (Mariakerke, 11 februari 1834 – Oostende, 15 april 1901) was een Belgische politicus.
Passchijn was grondbezitter en landbouwer. In 1864 werd hij de achtste burgemeester van Mariakerke. Hij bleef 24 jaar in dit mandaat, tot hij 1888 door Henricus Hamilton werd opgevolgd. In 1891 werd hij nogmaals tot burgemeester benoemd te worden. Na 1899 voegde de badplaats zich bij de stad Oostende, waardoor Passchijn tevens de laatste burgemeester van de gemeente was.
Hij huwde met Maria Theresia Danneel. Dochter Emma Maria Passchijn huwde met Ludovicus Franciscus Logier, broer van de latere burgemeester van Middelkerke, August Logier. De Passchijnstraat in Mariarkerke werd naar Leopoldus Passchijn genoemd.

## Mandaten
- Burgemeester van Mariakerke (1864-1888; 1891-1899)